# فرانشيسكو لامون
فرانشيسكو لامون (من مواليد 5 فبراير 1994) هو درّاج إيطالي محترف في سباقات المضمار والطرق درّاج مشارك حاليًا ضمن فريق يو سي اي كونتينينتال انضم في فريق الرجال في بطولة العالم لركوب الدراجات على المضمار لعام 2016 UCI. وحصل على الميدالية الذهبية في المشاركة الجماعية في دورة الألعاب الأولمبية الصيفية 2020 التي أقيمت في طوكيو عام 2021، وبذلك سجّل رقماً قياسياً عالمياً جديداً.